# Carter County (Kentucky)
Carter County je okres ve státě Kentucky v USA. K roku 2010 zde žilo 27 720 obyvatel. Správním městem okresu je Grayson. Celková rozloha okresu činí 1 067 km².